# Domenico Ghirlandaio
Domenico Ghirlandaio (Ghirlandajo) egentlig Domenico di Tommaso Bigordi (født 1449 i Firenze, død 11. januar 1494 sammesteds) var en italiensk maler. 
Efter at have dyrket guldsmedekunsten under sin far Tommaso Bigordi kom han i lære hos Alesso Baldovinetti og lærte her ikke alene at male og at tegne, men også mosaikkunst. Han udviklede sig videre under indflydelse af Andrea del Castagno og Andrea del Verrocchio, virkede en tid i San Gimignano, gentagne gange i Rom, men især i Firenze, hvor han døde af pest, han er begravet i Santa Maria Novella. trods kort levetid fik han udført beundringsværdig mange og store freskoværker. Til Fina-Kapellet i San Gimignanos kollegiatkirke udførte han ca. 1474 en freskecyklus over helgeninden Santa Finas liv; allerede her er han med grupper, der flankerer handlingen, Finas begravelse, inde på den portrætmæssige fremstilling af samtiden, der udgør et så betegnende træk i hans kunst; den rige arkitektoniske baggrund med udblik til et datidens byprospekt er en anden karakteristisk egenskab for Ghirlandaios kunst. 1480 malede han bl.a. Hieronymus i Ognissantikirken i Firenze og derefter i refektoriet det storladne Nadver, det betydeligste nadverbillede før Leonardo da Vincis (et andet, mindre værdifuldt i San Marco). For Det Sixtinske Kapel i Vatikanet malede han bl.a., det er delvis ødelagt, Peters Kaldelse i skøn og storlinjet komposition; i den kraftige kristus-skikkelse mærkes påvirkning fra Masaccio; tilskuerne danner en pragtfuld portrætgruppe af den florentinske koloni i Rom (Tornabuoni etc.). Hjemme i sin fødeby igen ca. 1482—83 tog han fat på en række store freskoarbejder: udsmykningen af Sala dell'Orologio i Palazzo Vecchio, her er indflettet arkitektoniske studier af romerske antikker, Den hellige Franciscus’ levned i Cassetti-Kapellet i Santa Trinita, delvis i tilslutning til Giotto di Bondone, men med rig illuderende rumkunst og med fortrinlige portræthoveder, f.eks. i Franciscus’ Begravelse og endelig bl.a. hovedværket, udsmykningen af korkapellet i Santa Maria Novella (1486—90); på de to spidsbuede sidevægge syv billeder henholdsvis af Marias og Johannes Døbers levned, på midtvæggen Marias Kroning, en komposition af skøn, rolig linjeholdning (forbillede for flere af højrenæssancens mesterværker), nu stærkt medtagne, som det meste andet, af fugtighed. I felter som Marias og Johannes’ Fødsel (mfed de fornemme damer, der kommer på besøg), Joachims Fordrivelse fra Templet, med portrætgruppen af Ghirlandaio selv og hans kunstnerfamilie, af den unge, snart efter henrettede Lorenzo Tornabuoni osv., Herodes’ Gæstebud, Johannes’ Navngivning, Marias og Elisabeths Møde, med de ranke, skønt draperede florentinerinder og San Miniatohøjen som pragtfuld baggrund, og så fremdeles, har han i klare, plastiske træk skildret sin egen samtid og givet et sjældent levende billede af datidens liv og personligheder i Firenze; portrætterne gengiver væsentlig den gamle patricier Tornabuoni — der var freskernes bestiller og nøje foreskrev deres anordning —, hans slægt og omgangskreds. Ghirlandaios staffelibilleder, færre i tal, står gennemgående ikke på højde med freskerne; til de kendteste hører Tronende Maria (Uffizi), det af Hugo van der Goes påvirkede Hyrdernes Tilbedelse (Akademiet i Firenze), flere Kongernes Tilbedelse, deriblandt det skønne, farverige og velbevarede i Innocenti-Kirken i Firenze med Ghirlandaios ædleste Madonna-Skikkelse, Marias og Elisabeths Møde (Louvre), det morsomme portræt af den gamle mand og barnet (Louvre), fløjbilleder fra alteret i Santa Maria Novella findes i Münchens Pinakotek, midtbilledet Tronende Maria på samme alter, sammesteds; andre dele af dette udført ved elever i Berlins Museum, Judith, Kaiser-Friedrich-Museum i Berlin. Ghirlandaio tog i høj grad elever til hjælp og dannede skole; til hans medhjælpere og lærlinge hørte brødrene Davide (1452—1525) og Benedetto (1458—1497), sønnen Ridolfo, B. Mainardi og F. Granacci. Han var en fremragende freskomaler, stor som portrætmaler, klar i anordningen, dyrkede de store linjer og nåede ofte det monumentale, anvendte med megen virkning rumillusion (bl.a. de skønne, arkitektoniske renæssance-perspektiver) og gav i de religiøse billeder med alvor og værdighed det sceneri, der hørte til, men det kan skorte på inderlig følelse og særlig på fantasi, og interessen for portrætterne og deres Milieu giver ofte hans andagtsbilleder et verdsligt præg. — Ovennævnte søn Ridolfo, født 1483 i Firenze, død 1561 smst., lærte bl.a. under faren og onkelen Davide, derefter under Fra Bartolommeos ledelse. Hans kunst fik særlig sit præg fra denne og fra vennen Rafael. Arbejder af Ridolfo Ghirlandaio ses bl.a. i Berlins Kaiser-Friedrich-Museum, Kristus-Barnets Tilbedelse, Louvre og italienske samlinger. 

## Galleri
- Hieronymus i sit studerekammer (i kirken Ognissanti, Florenz; 1480)
- Bedstefar og barnebarn, Paris, Louvre, 1488
- Formodede model til portrættet af sin bedstefar
- Portræt af en dame, Williamstown, Clark Art Institute, ca. 1490
- Cappella tornabuoni, Detail
- Hyrdernes tilbedelse, 1485[4]
- De vise mænds tilbedelse, 1485-1488